# Märkisches Viertel
Märkisches Viertel är en satellitförort och administrativ stadsdel inom stadsdelsområdet Reinickendorf i Berlin. Stadsdelen hade 37 671 invånare i december 2014.
Området byggdes 1963-1974 och var med sina 17 000 bostäder tänkt att ha plats för 50 000 invånare. Det 370 hektar stora området var en av tre satellitförorter som byggdes i Västberlin under samma period; de andra två är Gropiusstadt och Falkenhagener Feld. Området har sitt namn efter Markgrevskapet Brandenburg, det historiska landskap som Berlin ligger i.

## Historia
Märkisches Viertel var det första stora bostadsområdet i dåvarande Västberlin. Tankarna om att bygga bostäder i området väcktes i början av 1950-talet och 1952 togs en första detaljplan fram av stadsdelsförvaltningen Reinickendorf. 1959 beskrev en sociologisk utvärdering områdets enkla stugor och nödbostäder på oplanerad och oordnad mark som ohygieniska. Detta gjorde att Berlins regering, senaten, i början av 1960-talet tog sig han planeringen och vad som kallades "grön slum" skulle ersättas av ett nytt, modernt bostadsområde. 1962 lades ett stadsplaneringskoncept fram av arkitekterna Hans C. Müller, Georg Heinrichs och Werner Düttmann. I december 1962 fick Gesobau uppdraget att genomföra byggandet.

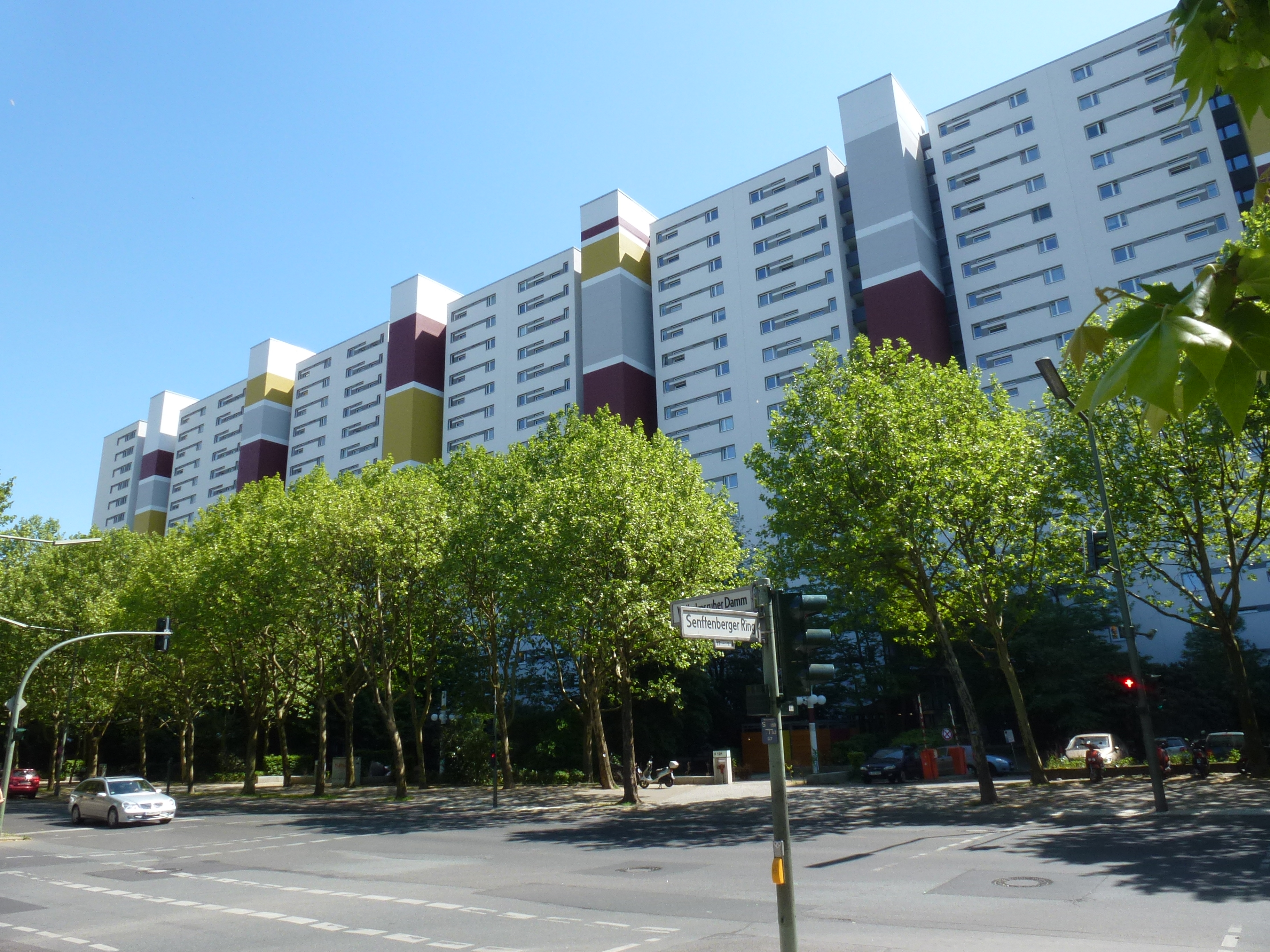
Wilhelmsruher Damm
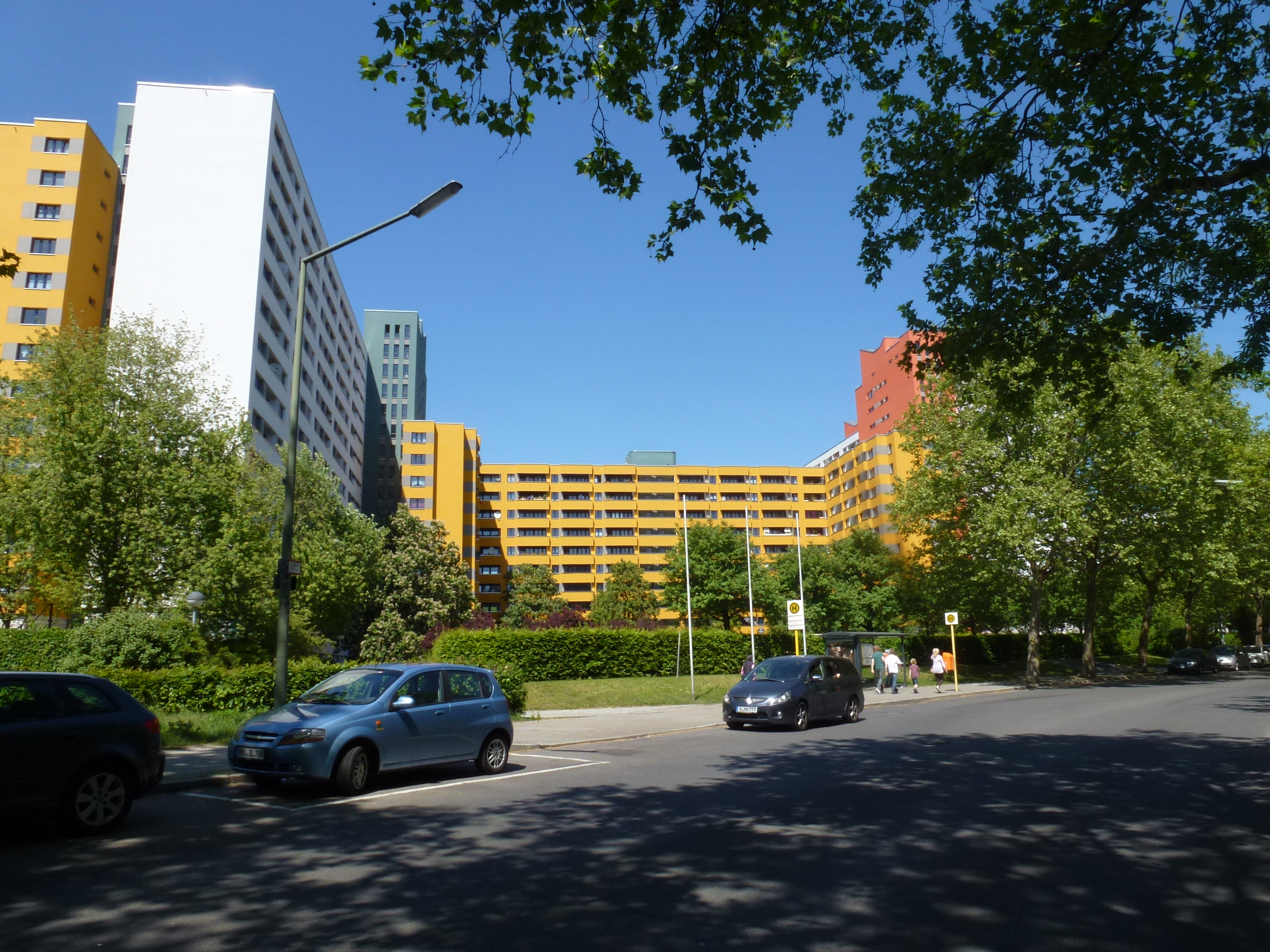
Treuenbriezener Strasse
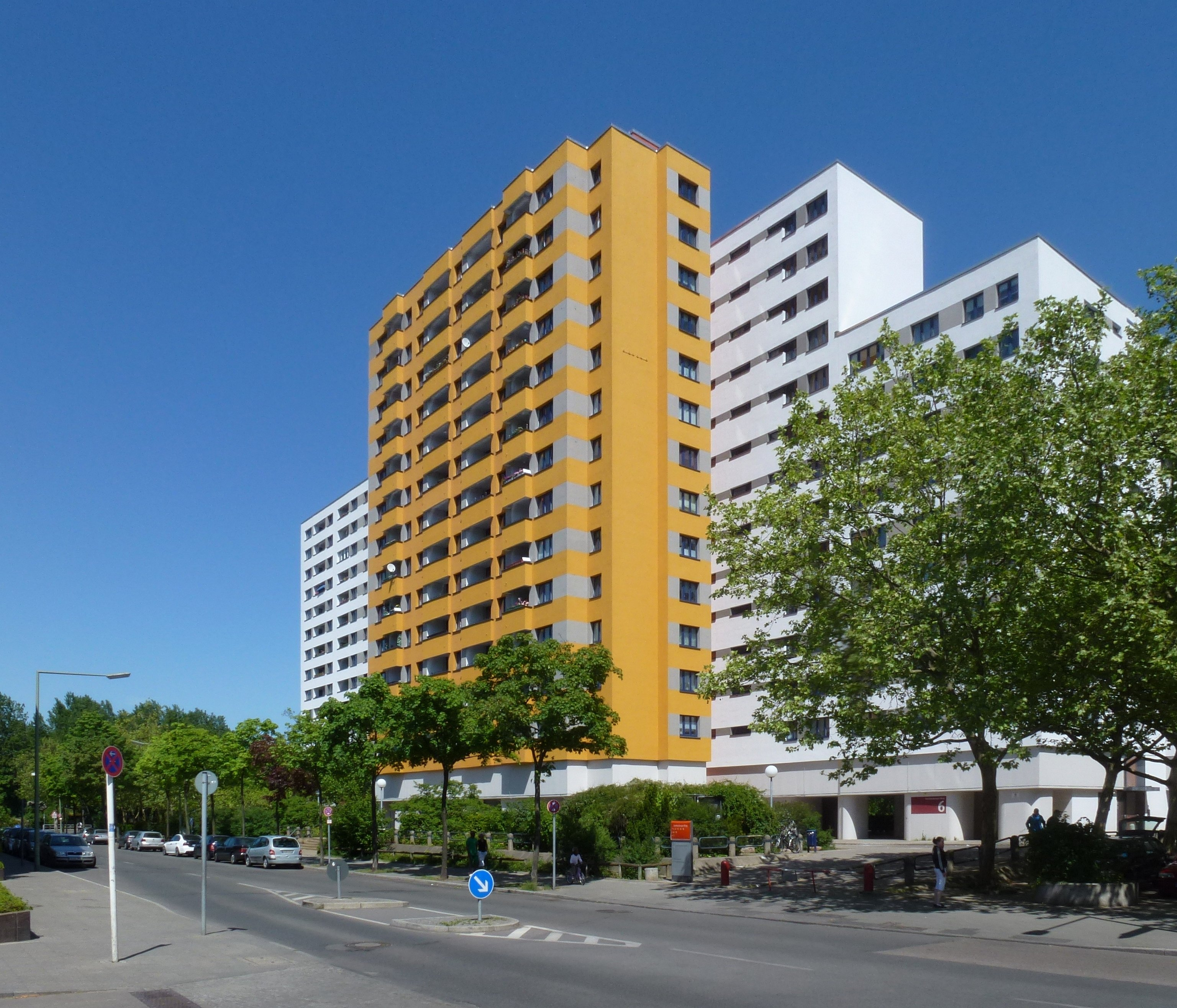
Senftenberger Ring

Utmärkande för området är dess stora bostadskomplex bestående av höghus och en övergripande färgkoordinering. Området fick också ett centrum med köpcentrumet Märkische Zeile, kulturhuset Fontane-Haus, simhall och grundskola. Utöver centrum skapades flera mindre centrum med butiker. De första lägenhetsinnehavarna flyttade in i augusti 1964. Den sista lägenheten stod klar 1974 och då hade 16 916 lägenheter byggts av Berlins stads allmännytta genom bolagen Gesobau, Degewo, Debausie samt 304 av ett privatbolag. 
Gatorna namngavs efter orter i Brandenburg. Kulturhuset Fontane-Haus fick sitt namn efter Theodor Fontane som är en känd skildrare av Brandenburg genom sitt verk Wanderungen durch die Mark Brandenburg i fem band (1862–1888).

## Kommunikationer
Området nås med kollektivtrafik via Wittenaus station och med buss.

## Kända invånare
Följande kända personer har varit bosatta i Märkisches Viertel:
- Benjamin Köhler (född 1980), fotbollsspelare.
- Chen Kuen Lee, kinesisk-tysk arkitekt.
- Horst Mahler, RAF-terrorist.
- Ulrike Meinhof, RAF-terrorist.
- Sido, artistnamn för Paul Würdig, rapartist.
- B-Tight, artistnamn för Robert Edward Davis, rapartist.